# John O’Sullivan (Politiker, 1881)
John Marcus O’Sullivan (irisch Seán Marcus Ó Súilleabháin, * 18. Februar 1881 in Killarney, County Kerry; † 9. Februar 1948) war ein irischer Historiker, Hochschullehrer sowie Politiker der Cumann na nGaedheal und der Fine Gael.

## Biografie
Nach dem Schulbesuch studierte er Geschichte und Philosophie am University College Dublin - National University of Ireland, Dublin sowie der Rheinischen Friedrich-Wilhelms-Universität Bonn und der Ruprecht-Karls-Universität Heidelberg. Nach dem Erwerb eines Philosophiae Doctor wurde er 1910 zum Professor am Lehrstuhl für Zeitgeschichte des University College Dublin berufen.
Seine politische Laufbahn begann er als Kandidat der Cumann na nGaedheal 1923 mit der Wahl zum Abgeordneten (Teachta Dála) des Unterhauses (Dáil Éireann), in dem er nach vier Wiederwahlen bis 1937 den Wahlkreis Kerry vertrat.
Am 1. Dezember 1924 wurde er von William Thomas Cosgrave, dem Vorsitzenden des Exekutivrates des Irischen Freistaates, zum parlamentarischen Sekretär beim Finanzminister ernannt und übernahm damit sein erstes Regierungsamt.
Im Rahmen einer Kabinettsumbildung wurde er dann als Bildungsminister am 27. Januar 1926 selbst Mitglied des Exekutivrates und bekleidete dieses Amt bis zum Ende von W. T. Cosgraves Amtszeit am 9. März 1932.
Während dieser Zeit war er 1924 sowie 1928 bis 1930 auch Mitglied der irischen Delegation beim Völkerbund.
1937 wurde er als Kandidat der Fine Gael wieder zum Unterhausabgeordneten gewählt und vertrat dort bis 1943 den Wahlkreis Kerry North. Nachdem er bei den Unterhauswahlen 1943 eine Niederlage erlitten hatte, schied er aus dem Dáil aus und zog sich aus dem aktiven politischen Leben zurück.

## Veröffentlichungen
Zu seinen bedeutendsten Veröffentlichungen gehören:
- Vergleich der Methoden Kants und Hegels auf Grund ihrer Behandlung der Kategorie der Quantität. Heidelberg (Ruprecht-Karls-Universität), 1908
- Old Criticism and new pragmatism. 1909
- Phases of revolution. 1923
- Defending the truth. Catholic Truth Society of Ireland, 1927
- Some elements of European disorder. Catholic Association of International Relations, 1939